# 福寶堂
福寶堂（ふくほうどう），位於日本1910年代的東京市日本橋區通1丁目13號（今日的東京都中央區日本橋2丁目），是已結業的電影公司。1910年（明治43年）7月由商人田畑健造創立。主要是製作及發行無聲電影作品。創業作為《明烏夢的泡雪》（1911年），最後一部電影為《取替女房》（1912年）。1912年（大正元年）9月，福寶堂宣告與橫田商會、吉澤商店和M.Pathe商會等四間公司合併，並成立一家「日本活動寫真株式會社」（日活）。

## 作品列表
1911年
- 明烏夢之泡雪 ※首部作品
- 不如歸 原作德富蘆花
- 無人島 原作江見水蔭
- 金色夜叉 原作紅葉山人
- 戀娘黃八丈 主演中村勘五郎、市川猿之丞
- 春之夢 原作篠山吟葉
- 大杯觴酒戰強者 主演市川小文治
- 伊勢音頭戀之寢刃 主演市川小文治
- 男心 原作篠山吟葉
- 影繪 原作東離庵
- 觀音岩 原作市川眉山
- 筐 原作巖谷小波
- 雪子夫人 原作柳川春葉
- 寒月 原作篠山吟葉
- 濡れ衣 原作小笠原白也

1912年
- 幸運兒 原作船橋碧川
- 月魄 原作菊池幽芳
- 淡雪 原作船橋竹軒
- 脱走兵 原作塚原澁柿園、脚本篠山吟葉
- 想思曲 原作前田曙山
- 紫草紙 原作篠山吟葉
- 通夜物語 導演吉野二郎、原作泉鏡花、攝影枝正義郎、主演若水美登里、山崎長之輔
- こんくらべ 原作小林蹴月、脚本篠山吟葉
- 親鸞上人一代記 編劇桑野桃華
- 常陸丸 導演吉野二郎、攝影杉山大吉、主演木下錄三郎
- 取替女房 ※最終作品

## 外部連結
- 1911年 公開作品列表 401作品 （页面存档备份，存于）、1912年 公開作品列表 401作品 （页面存档备份，存于） - 日本電影資料庫
- Fukuhodo （页面存档备份，存于） - Internet Movie Database （英文）